# Glaphyra satoi
Glaphyra satoi är en skalbaggsart som beskrevs av Tatsuya Niisato 2003. Glaphyra satoi ingår i släktet Glaphyra och familjen långhorningar.
Artens utbredningsområde är Taiwan. Inga underarter finns listade i Catalogue of Life.